# 伊勢崎市消防本部
伊勢崎市消防本部（いせさきししょうぼうほんぶ）は、群馬県伊勢崎市の消防部局（消防本部）。管轄区域は伊勢崎市及び佐波郡玉村町全域。玉村町は伊勢崎市に常備消防事務を委託している。

## 概要

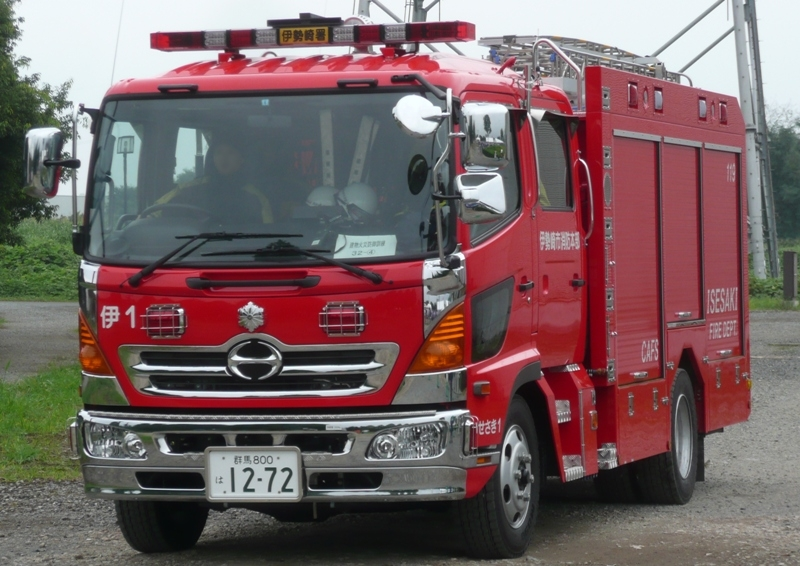
ポンプ車
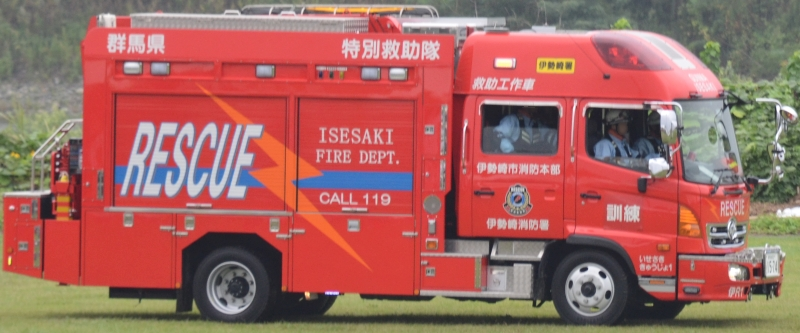
救助工作車
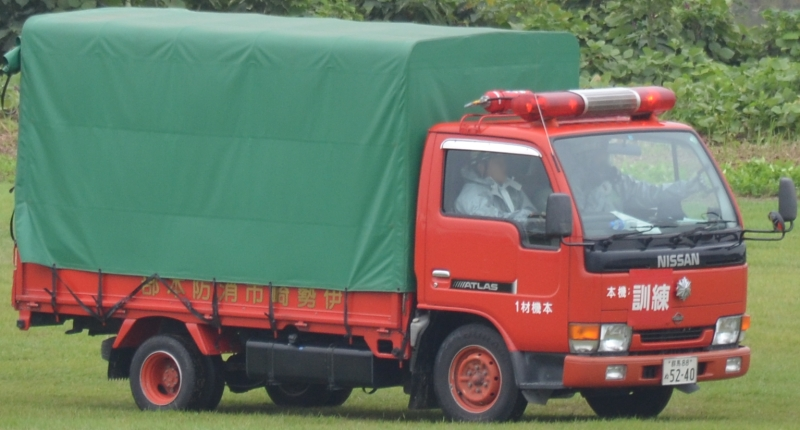
資機材搬送車
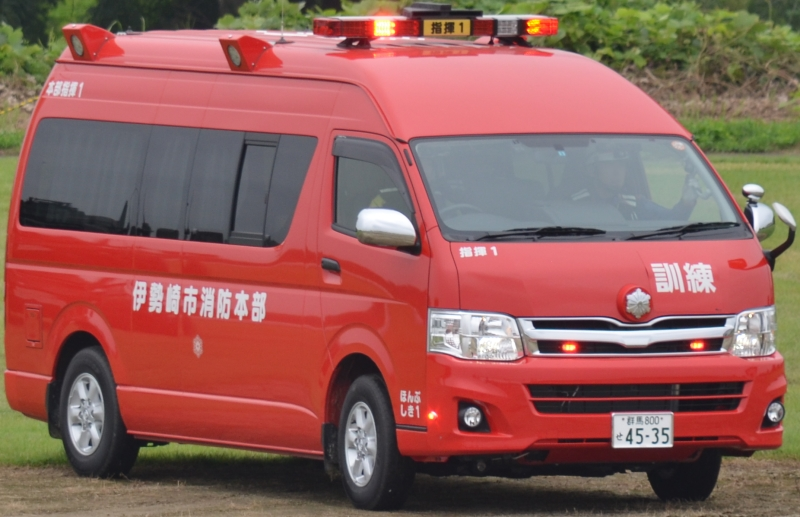
指揮車
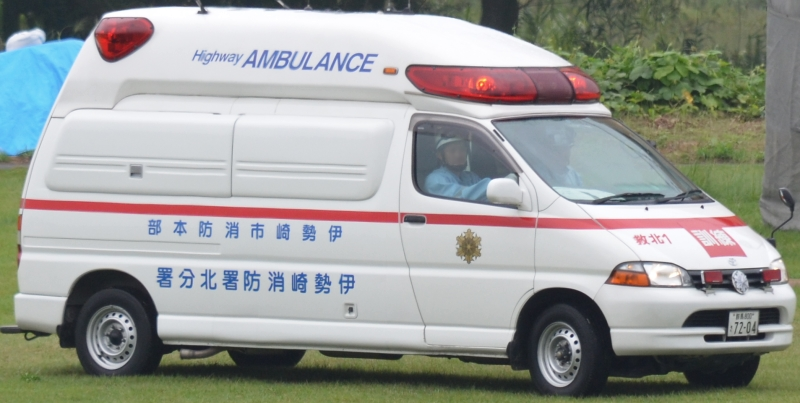
救急車

- 消防本部：伊勢崎市今泉町2丁目895
- 管内面積：165.19km2
- 職員定数：256人
- 消防署5カ所、分署3カ所
- 主力機械（2020年4月1日現在）
  - 普通消防ポンプ自動車(900リットル積載)：2
  - 水槽付消防ポンプ自動車：8
  - 梯子付消防自動車：2
  - 化学消防車：1
  - 指揮車：1
  - 火災調査車：1
  - 電源照明車：1
  - 指令車：9
  - 広報連絡車：7
  - 資機材搬送車：5
  - 小型動力ポンプ付水槽車：3
  - 救急自動車：11
  - 救助工作車：2（特別救助隊運用）
  - 消火通報訓練指導車：1
  - マイクロバス：1
  - 被牽引車：1

【主力機械に関する参考文献：伊勢崎市消防本部（令和2年度消防防災年報）】
- ポンプ車
- 救助工作車
- 資機材搬送車
- 指揮車
- 救急車

## 沿革
- 1971年4月1日　一部事務組合の伊勢崎佐波消防組合を設立し、伊勢崎市消防本部と境町消防本部が移行する。
- 1972年10月1日　伊勢崎佐波消防組合を発展的解消のうえ、一部事務組合の伊勢崎佐波広域市町村圏振興整備組合へ消防事務を編入する。消防本部の名称は伊勢崎佐波広域消防本部となる。
- 2005年1月1日　伊勢崎市、佐波郡赤堀町、東村及び境町が新設合併し、新・伊勢崎市が発足する。伊勢崎佐波広域市町村圏振興整備組合が解散し、伊勢崎市消防本部を開設する。
- 2015年10月6日　新消防本部庁舎が完成し、伊勢崎市消防本部庁舎落成式が開催される。

## 組織
- 本部 - 総務課、予防課、警防課、通信指令課、指揮調査課
- 消防署

## 消防署
| 消防署       | 住所                       | 分署                                                                 |
| ------------ | -------------------------- | -------------------------------------------------------------------- |
| 伊勢崎消防署 | 伊勢崎市今泉町2丁目895     | 北：伊勢崎市鹿島町429-5 南：伊勢崎市堀口町656-1 西：伊勢崎市宮古町89 |
| 赤堀消防署   | 伊勢崎市西久保町2丁目341-3 | なし                                                                 |
| 東消防署     | 伊勢崎市東小保方町3238     | なし                                                                 |
| 境消防署     | 伊勢崎市境萩原1753         | なし                                                                 |
| 玉村消防署   | 佐波郡玉村町大字福島548    | なし                                                                 |